# Leptobrama muelleri
La especie Leptobrama muelleri, la única del género Leptobrama que a su vez es el único género de la familia Leptobramidae, es una especie de peces marinos incluida en el orden Perciformes.
Su nombre procede del griego leptos (delgado) y del francés bresme (antiguo pez de río).

## Hábitat natural
Se distribuye de forma endémica por la costa norte y este de Australia y sur de Nueva Guinea.
Habita las aguas marinas tropicales, en la zona bentopelágica, donde son fundamentalmente marinos aunque ocasionalmente remontan los ríos.

## Morfología
Cuerpo comrpimido y profundo con unos 35 cm de longitud máxima.
El maxilar se extiende muy por detrás de los ojos; el borde preorbital es serrado; ojos relativamente pequeños; presentan una aleta adiposa en la mitad posterior del cuerpo, la aleta dorsal con 4 espinas y unos 17 radios blandos, mientras que la aleta anal tiene 3 espinas y cerca de 30 radios blandos.